# Steirisches Ennstal
Das Steirische Ennstal ist der steirische Anteil am Ennstal und eine der Großlandschaften der Steiermark. Der politische Bezirk Liezen entspricht in etwa dem Steirischen Ennstal. 

## Beschreibung
Die Talung erstreckt sich über etwa 90 Kilometer von Westen nach Osten zwischen Mandlingpass und dem Gesäuse. Ersterer ist der Talpass, an dem die Enns aus dem Ennspongau (dem Salzburgischen Ennstal) kommend die Steiermark erreicht. Zweiteres ist der Engtalabschnitt, nach dem die Enns nordwärts knickt, und im Durchbruchstal des Oberösterreichischen Ennstals der Donau zuströmt. Das hinter dem Gesäuse am Knie liegende Landl mit der Salzamündung wird meist noch zum Steirischen Ennstal gerechnet. Den Hinterberg kann man als Nebentalung zum Ennstal rechnen oder als Teil des Steirischen Salzkammerguts eigenständig sehen.
Im Süden erstrecken sich die östlichen Zentralalpen mit den Schladminger Tauern und Rottenmanner Tauern (nordöstliche Niederen Tauern) sowie die Ennstaler Alpen, im Norden einer der Zentralabschnitte der Nördlichen Kalkalpen, Dachsteingebirge und Totes Gebirge (Steirisch-oberösterreichische Kalkalpen). Das Ennstal ist Teil der Salzach–Enns-Längstalfurche, die der geologischen Störung der SEMP-Linie (Salzach–Ennstal–Mariazell–Puchberg) folgt, also über das Salzatal weiterläuft, während das morphologisch dominante Längstal über das Palten-Liesing-Tal in die Mur-Mürz-Furche wechselt. Das Palten-Liesing-Tal trennt Rottenmanner Tauern und Ennstaler Alpen, die teils noch zu den Kalkalpen gehören. Der Hinterberg trennt Dachsteinmassiv und Grimmingstock vom Toten Gebirge. Am Ostende stehen die Steirisch-niederösterreichischen Kalkalpen (mit Hochschwabgruppe und Ybbstaler Alpen) an.
Raumplanerisch gliedert sich das steirische Ennstal noch einmal in Oberes Ennstal (in etwa die Expositur Gröbming), das (steirische) Mittlere Ennstal  und die Gesäuseregion (die sich Richtung Gesäuse und Eisenwurzen) orientiert.